# Lewis Milestone

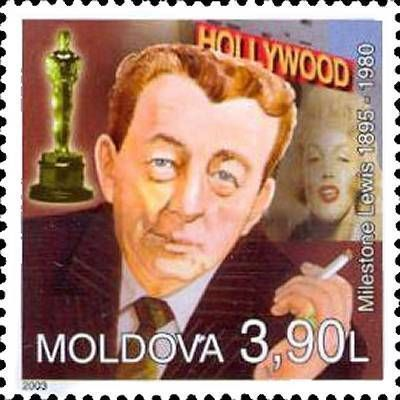
Marcă poștală din 2003

Lewis Milestone (născut Lev Milștein) (n. 30 septembrie 1895, Chișinău, Basarabia, Imperiul Rus – d. 25 septembrie 1980, Los Angeles, California, SUA) a fost un regizor de film american, câștigător al premiului Oscar.

## Biografie
S-a născut în Basarabia, la Chișinău, într-o familie de evrei. În 1912 a emigrat în SUA.
A fost fiul unui producător de îmbrăcăminte, și-a petrecut copilăria atât în Chișinău cât și în Odesa. Ulterior a studiat ingineria în Belgia și la Berlin. A vorbit fluent limba germană și limba rusă. Milestone a avut o afinitate pentru teatru, care s-a manifestat la o vârstă fragedă. Mai târziu a fost angajat pentru o serie de slujbe necalificate (de la spălat vase la asistent de fotograf), a intrat la Corpului Armatei în 1917 pentru a regiza filme educative de scurt metraj pentru trupele americane. După primul război mondial, având cetățenia americană dobândită, a activat la Hollywood, susținut directorului William A. Seiter în studiourile Ince Studios. Seiter începe cariera sa în calitate de asistent de tăierea filmelor. Într-o perioadă scurtă de timp a devenit redactor, apoi, director adjunct și mai târziu scenarist pentru multe dintre proiectele inițiate. La începutul anilor 1920 a acumulat o vastă experiență din mediul general a producerii și regizării filmelor, acesta a influențat, nemijlocit, foarte mult stilul său de regie de mai târziu.

## Carieră
A regizat, între altele, Doi cavaleri arabi (1927) și Nimic nou pe frontul de vest (1930), pentru ambele filme primind câte un premiu Oscar pentru cel mai bun regizor. A mai semnat regia unor filme ca Ocean's Eleven (1960) și Revolta de pe Bounty (1962).

## Premii și nominalizări
| An      | Premiu                        | Film                           | Rezultat     |
| ------- | ----------------------------- | ------------------------------ | ------------ |
| 1927–28 | Cel mai bun regizor (comedie) | Two Arabian Knights            | Câștigat     |
| 1929–30 | Cel mai bun regizor           | All Quiet on the Western Front | Câștigat     |
| 1930–31 | Cel mai bun regizor           | The Front Page                 | Nominalizare |
| 1939    | Cel mai bun film              | Of Mice and Men                | Nominalizare |

## Filmografie
- 1918 The Toothbrush (regizor)
- 1918 Posture (regizor)
- 1918 Positive (regizor)
- 1919 Fit to Win (regizor)

- 1922 Up and at 'Em (scenarist)
- 1923 Where the North Begins (editor)
- 1924 The Yankee Consul (scenarist)
- 1924 Listen Lester (scenarist)
- 1925 The Mad Whirl (scenarist)
- 1925 Dangerous Innocence (scenarist)
- 1925 The Teaser (scenarist)
- 1925 Bobbed Hair (scenarist)
- 1925 Seven Sinners (regizor și scenarist)
- 1926 The Caveman (regizor)
- 1926 The New Klondike (regizor)
- 1926 Fine Manners (regizor, nemenționat)
- 1927 Frățiorul (The Kid Brother, coregizor, nemenționat)
- 1927 Two Arabian Knights (regizor)
- 1928 The Garden of Eden (regizor)
- 1928 Furtună (regizor și scenarist, nemenționat)
- 1928 The Racket (regizor)
- 1929 New York Nights (regizor)
- 1929 Betrayal (regizor)

- 1930 Nimic nou pe frontul de vest (regizor)
- 1931 The Front Page (regizor)
- 1932 Rain (regizor)
- 1933 Hallelujah, I'm a Bum (regizor)
- 1934 The Captain Hates the Sea (regizor)
- 1935 Paris in Spring (regizor)
- 1936 Anything Goes (regizor)
- 1936 Generalul a murit în zori (The General Died at Dawn), regizor
- 1939 Șoareci și oameni (Of Mice and Men), regizor
- 1939 The Night of Nights (regizor)

- 1940 Lucky Partners (regizor și scenarist)
- 1941 My Life with Caroline (regizor)
- 1943 Edge of Darkness (regizor)
- 1943 Steaua Nordului (The North Star), regizor
- 1944 Guest in the House (regizor)
- 1944 Inima purpurie (The Purple Heart), regizor
- 1945 Plimbare în soare (A Walk in the Sun), regizor
- 1946 Strania iubire a lui Martha Ivers (regizor)
- 1948 Arcul de triumf (regizor și scenarist)
- 1948 Fără vicii minore (No Minor Vices), regizor
- 1949 Poneiul roșu (The Red Pony), regizor

- 1951 Halls of Montezuma (regizor)
- 1952 Mizerabilii (Les Misérables), regizor
- 1952  Cangurul (Kangaroo), regizor
- 1953 Melba (regizor)
- 1954 Cei care îndrăznesc (They Who Dare), regizor
- 1955 La Vedova X (regizor și scenarist)
- 1957 Alfred Hitchcock Presents (serial TV) (regizor)
- 1957  Schlitz Playhouse (serial TV) (regizor)
- 1957 Suspicion (serial TV) (regizor)
- 1958 Have Gun – Will Travel (serial TV) (regizor)
- 1959 Pork Chop Hill (regizor)

- 1960 Ocean's 11 (regizor)
- 1962 Revolta de pe Bounty (regizor)
- 1963 The Richard Boone Show (serial TV) (regizor)
- 1963 Arrest and Trial (serial TV) (regizor)